# Вёрдуга (деревня)
Вёрдуга — деревня в Волошовском сельском поселении Лужского района Ленинградской области.

## Происхождение названия
Первично название реки балтийского происхождения, ср. лит. virduklis «родник, источник».

## История
Впервые упоминается в писцовых книгах Шелонской пятины 1498 года, как деревня Вердуга у озера Вердуго, в Бельском погосте Новгородского уезда.
Затем, в 1557 году в списке деревень Дмитриевского Бельского погоста.
Деревня Вердуги в Бельском погосте по переписи 1710 года числилась за помещицей Марьей Ильиничной Плешковой, в деревне был 1 крестьянский двор, где жили 11 человек мужского и 5 человек женского пола.
Под названием Ведруга деревня упоминается на карте Санкт-Петербургской губернии 1792 года, А. М. Вильбрехта.
Как деревня Вердуга она обозначена на карте Санкт-Петербургской губернии Ф. Ф. Шуберта 1834 года.

ВЕРДУГИ — деревня принадлежит генерал-адъютантше Софье Храповицкой, число жителей по ревизии: 9 м. п., 11 ж. п.; 

ВЕРДУГИ — деревня принадлежит коллежскому асессору Ивану Мягкому, число жителей по ревизии: 22 м. п., 25 ж. п. (1838 год)

На карте 1852 года профессора С. С. Куторги, она обозначена как деревня Вердуха.

ВЕРДУГА — деревня госпожи Мягкой, по просёлочной дороге, число дворов — 7, число душ — 31 м. п. (1856 год)

Согласно X-ой ревизии 1857 года деревня состояла из двух частей:

1-я часть: Вердуга-Горки, число жителей — 19 м. п., 32 ж. п.

2-я часть: Вердуга, число жителей — 10 м. п., 19 ж. п.

ВЕРДУГА — деревня владельческая при озере Завердужском, число дворов — 7, число жителей: 32 м. п., 30 ж. п. (1862 год)

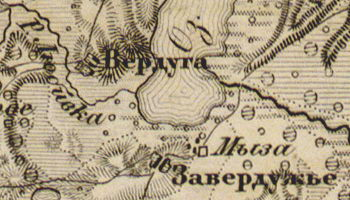
Деревня Вёрдуга на карте 1863 года

В 1873—1875 годах временнообязанные крестьяне деревни выкупили свои земельные наделы у А. С. Вревской и стали собственниками земли.
Согласно подворной описи Горнешенского общества Бельско-Сяберской волости 1882 года, деревня состояла из двух частей:

1) Вердуга-Горки, бывшее имение Брандт, домов — 18, душевых наделов — 20, семей — 12, число жителей — 44 м. п., 48 ж. п.; разряд крестьян — собственники.

2) Вердуга, бывшее имение Вревской, домов — 7, душевых наделов — 10, семей — 4, число жителей — 17 м. п., 14 ж. п.; разряд крестьян — собственники.
Согласно материалам по статистике народного хозяйства Лужского уезда 1891 года, мыза Вёрдуга площадью 621 десятина принадлежала жене капитана М. П. де Ливрон, мыза была приобретена в 1887 году за 8000 рублей.
В XIX — начале XX века деревня административно относилась к Бельско-Сяберской волости 4-го земского участка 2-го стана Лужского уезда Санкт-Петербургской губернии.
По данным «Памятных книжек Санкт-Петербургской губернии» за 1900 и 1905 годы, деревня Вердуга и усадьба Вердуга (Якимова) входили в состав Горнешенского сельского общества. Усадьба Вердуга площадью 510 десятин принадлежала действительному статскому советнику Александру Ивановичу Якимову.
С 1917 по 1927 год деревня находилась в составе Вердужского сельсовета Бельско-Сяберской волости Лужского уезда, затем в составе Лужского района.

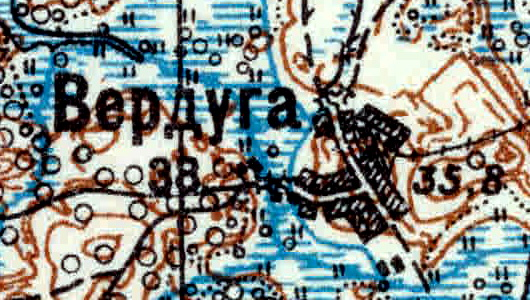
Деревня Вёрдуга на карте 1926 года

Согласно топографической карте 1926 года деревня насчитывала 38 крестьянских дворов.
Согласно областным административным данным деревня называлась также Вербуга.
В 1928 году население деревни составляло 193 человека.
По данным 1933 года деревня Вёрдуга являлось административным центром Вердушского сельсовета Лужского района, в который входили 6 населённых пунктов: деревни Вёрдуга, Жилое Горнешно, Пустое Горнешно, Завердужье, Затрубичье, Подледье, общей численностью населения 1234 человека.
C 1 августа 1941 года по 28 февраля 1944 года деревня находилась в оккупации.
В 1961 году население деревни составляло 99 человек.
По данным 1936 года в состав Вердужского сельсовета входили 6 населённых пунктов, 271 хозяйство и 5 колхозов.
По данным 1966 и 1973 годов деревня Вердуга также входила в состав Вердужского сельсовета.
В 1989 году деревня насчитывала 42 двора.
По данным 1990 года деревня Вёрдуга входила в состав Волошовского сельсовета Лужского района.
В 1997 году в деревне Вёрдуга Волошовской волости проживали 23 человека, в 2002 году — 26 человек (русские — 84 %).
В 2007 году в деревне Вёрдуга Волошовского СП — 14.

## География
Деревня расположена в западной части района к северу от автодороги 41К-145 (Ретюнь — Сара-Лог).
Расстояние до административного центра поселения — 10 км.
Расстояние до ближайшей железнодорожной станции Серебрянка — 65 км.
Расстояние до районного центра — 100 км.
Деревня находится на западном берегу озера Завердужье, к западу от деревни расположено озеро Пелюга, к югу от деревни находится протока соединяющая оба озера.

## Демография
| 1710 | 1838 | 1862 | 1928 | 1958 | 1997 | 2007 |
| ---- | ---- | ---- | ---- | ---- | ---- | ---- |
| 16   | ↗67  | ↘62  | ↗193 | ↘99  | ↘23  | ↘14  |
| 2010 | 2017 |      |      |      |      |      |
| ↗18  | ↘11  |      |      |      |      |      |

## Современность
Деревня известна святым источником и местным православным праздником Пятницы Ильинской. В настоящее время деревня наполняется людьми лишь в период с весны по осень. В основном это приезжающие из городов выходцы из этой деревни, их дети, внуки и правнуки.

## Достопримечательности
- Курганные захоронения и селище в юго-западной части деревни, обследованное в 1983 году с обнаружением древнерусской и средневековой керамики
- Часовня во имя святой великомученицы Пятницы, второй половины XIX — начала XX века[33]